# Estação Ferroviária do Aeroporto
Aeroporto é uma interface ferroviária em construção do Ramal do Aeroporto, em Angola. A estação vai ser construída no interior do Aeroporto Internacional Dr. António Agostinho Neto.